# Стриева
Стриева́ (укр. Стриєва) — село на Украине, находится в Новоград-Волынском районе Житомирской области.
Население по переписи 2001 года составляет 482 человека. Почтовый индекс — 11777. Телефонный код — 4141. Занимает площадь 1,804 км².

## Адрес местного совета
11776, Житомирская область, Новоград-Волынский р-н, с. Стриева